# 松尾栄太郎
松尾 栄太郎（まつお えいたろう、1977年 - ）は、日本の現代美術家。
焦がした紙を用いたコラージュ作品や、自然素材を取り入れた実験的表現で知られる。記憶・時間・存在をテーマに、国内外で作品を発表している。
【略歴】
• 1977年　長崎県東彼杵郡波佐見町生まれ。
• 長崎日本大学高等学校デザイン美術科卒業。
• 京都造形芸術大学（現・京都芸術大学）彫刻科に進学。在学中、現代美術家・井田照一に師事し、大学を中退。
• 1998年〜2006年　井田照一のアシスタントを務める。
• 2007年頃より独自の作家活動を開始、京都を拠点に制作。• 2015年　郷里・波佐見町で地域芸術プロジェクト「HASAMIコンプラプロジェクト」を手がける。
• 2018年　一般社団法人「金富良舎」を設立。
• 2020年　京都市北山で「KIKA gallery」設立に参加。
• 2022年　佐賀県唐津市七山地区に移住、A3 galleryを共同運営。

【影響を受けた人物・思想】
• 井田照一のもとで「素材との対話」「物質性の重視」を学ぶ。
• ミニマリズム、モノ派、戦後日本美術（特にものの存在論的扱い）に影響を受ける。
• 哲学的には、ハイデガー的「存在の詩学」、メルロ＝ポンティの「現象学」に関心を持つ。

【作風・技法】
• 主素材：和紙、古本、新聞紙、灰、土、花弁。
• 技法：紙を焼成し、焦げ跡を生かしたコラージュ。版画技術の応用。
• テーマ：「記憶と忘却」「存在と消失」「自然と人工」「時間の蓄積と循環」。
• 特徴：
- 紙の焦がしによる独自のテクスチャー。
- 版画的構造と立体的コラージュを融合。
- 有機物（花・土）との結合による生命の時間性の可視化。
【作風の変遷】
20代 紙焦がしによる抽象的な版画的作品。
30代 複雑なレイヤー構造を持つコラージュへ移行。
40代 花・土など自然物を取り入れた有機的表現へ。
50代以降（展望） 地域社会・自然環境との協働型アートへ発展予定。

【主要作品リスト】
2013年 HAZAMA - remain（残存） 紙片を焦がし重ねることで時間の断層を可視化。
2020年 The other side of memory 記憶の断片をテーマにしたコラージュ群。
2022年 HAZAMA - 浮遊する残存 空間と時間の境界を漂うような紙の作品。
2025年 Petal Series - 花と土の化石化 土と花弁を組み合わせた有機的コラージュ。
2025年 Accumulation of Zero Series 時間の堆積と消失をテーマにした実験作品。

【主な個展・国際展】
• 2007–2014年　アートフォーラムJARFO（京都）
• 2010–2020年　GALLERY APA（名古屋）
• 2013・2015年　Gallery COEXIST-TOKYO（東京）
• 2022年　YOD Gallery（大阪）
• 2025年　GALLERY APA（名古屋）「紙と土と花」展
京都、名古屋、東京、大阪、韓国、ドイツ、台湾、イタリアなどで多数開催。

【グループ展・国際展】
• アジア・アート・フェスティバル（韓国、2006年）
• Art Rainbow Project（ドイツ、2007年）
• Art Kyoto（2012年）
• NEW CITY ART FAIR台北（2013年）
• ART OSAKA（2016年）
• Imago Mundi プロジェクト（イタリア、2018年）

【地域活動・社会貢献】
• 七山地区での「水神様（ドラゴン）」プロジェクト（廃材リサイクルによる安全祈願アート）。
• 「折鶴香」プロジェクト（長崎原爆資料館に寄せられた折鶴の再生）。
• 唐津A3 galleryを拠点に、地域住民との協働型イベント・展示を開催。

【受賞歴】
• 第一回七夕アート展　最優秀賞（2006年）
• ヤングクリエイターズアワード グランプリ（2014年）
• 川上澄生美術館木版画大賞展　入選（2005年）

【評価・批評】
• 美術評論家・青木正弘評：「松尾栄太郎は矛盾と狭間を思考の糧にし、生命のエネルギーに満ちた空間を作り出す作家である。」
• 「焦がし紙」は単なる素材操作を超え、記憶と時間を可視化する詩的行為として高く評価されている。

【本人の発言（引用）】
• 「平面を立体として見せたい。立体を平面として見せたい。」（学生時代からの信念）
• 「アートを通じて、人と人、地域と世界をつなげていきたい。」（インタビューより）
• 「折り鶴には祈りが込められている。灰になってもその思いを伝えたい。」（折鶴香プロジェクトについて）

【交友関係・国際ネットワーク】
• 韓国、ドイツ、台湾、イタリアのアーティストと交流。
• 唐津A3 galleryにて国際二人展を定期的に企画。

【作品収蔵先】
• Imago Mundiコレクション（イタリア）
• 唐津市A3 gallery（常設展示）

【メディア掲載・出演】
• NHK『クローズアップ現代＋』（2019年）
• 長崎新聞「折鶴香プロジェクト」（2019年）
• 京都芸術大学マガジン『アネモメトリ』（2021年）
• Tokyo Art Beat、POTARI、PR TIMES ほか多数

【将来展望】
• 唐津市七山地区を拠点とした国際的なアート拠点づくり。
• ワークショップ・アートイベントによる地域活性化。
• 地方発・世界規模のアートプロジェクトへの発展を目指している。

https://art-scenes.net/ja/artists/2226
https://www.instagram.com/ataro_matsuo/